# Ophrion trisum
Ophrion trisum là một loài ruồi trong họ Tachinidae.